# ゑりかちゃんべいびー
ゑりかちゃんべいびー（6月24日 - ）は、日本の女性アイドル。
あぽかりっぷす（APOKALIPPPS)、日替わり定食二人前、アポカリナノ！のメンバー。茨城県出身。

## 来歴
2017年
- 9月、テレビ東京「新shock感」にてゆるめるモ！の しふぉん の所属する新グループのメンバー募集を知り応募。
- 10月1日 、新宿LOFTで行われた公開オーディション[1]にて選考。
- 11月6日、『APOKALIPPPS』シンメンバー2期生としてデビュー。当時は「ゑりか」名義。後に「ゑりかちゃんべいびー」名義となる。

2018年
- 2月3日、節分マメパー2018（Shibuya Loft 9）に「ゑりかとまりん from APOKALIPPPS」として出演、APOKALIPPPSのスピンオフユニット『ゑりかとまりん』結成。
- 10月20日、APOKALIPPPSのシングル7枚が全国のタワーレコードで発売。自身で作曲したソロ楽曲「drEamer」が収録されている[2]。

2019年
- 2月24日、APOKALIPPPSの 宇佐蔵べに に誘われアイドルグループ『avandoned（あヴぁんだんど）』に助っ人メンバーとして加入[3][4]。
- 3月26日、マシェバラ「マヨバカ学園」に出演[5]、総合1位を獲得し、5月の「真夜中のおバカ騒ぎ!」に出演[6]。
- 8月9日、「ゑりかとまりん LAST LIVE supported by まけんグミ」（青山RizM）にて『ゑりかとまりん』解散。
- 10月5日、ワンマンライブ「bouquet」（高円寺HIGH）にて『avandoned』助っ人を満了[7]。

- 10月12日、女子高生役で出演したCOCOAのMV『透明』が公開。[8][9][10]。

- 11月14日、さっきの女の子、の有明ゆのと2人組ユニット『THECROW』（ザクロウ）を結成[11][12][13]。ピアノを用いた楽曲を持つ[14]。

2020年
- 8月14日、THECROWとして初のワンマンライブ[15]。
- 11月11日、APOIKALIPPPSとして初のワンマンライブ「APOKALIPPPS GRAFFITI」（渋谷WWW）[16]。

2021年
- 3月、スピンオフユニット『アポカリナノ！』を結成[17]。
- 6月、初のソロ写真集「むがむちゅう」を発売[18]。

2022年
- 6月24日、自身の生誕祭にて、THECROWとして2年ぶり[19]、avandonedのメンバーと3年ぶりに楽曲を披露[20][21]。

2023年
- 元lyrical schoolの yuu とバンド『teccon』（テッコン）を結成[22][23]。1月14日、1stライブ「Mid Blue moon Vol.1 ~PERFECTBLUE~」を行う。キーボード担当。
- 2月9日、不定期イベント「西りか24」にて、西井万理那、ゑりかちゃんべいびーの２名で新ユニット結成を発表。後にユニット名『日替わり定食二人前』となる。
- 6月12日、「シンセイ、アポカリナノ！Debut Liveハジメマシテナノ！」にて、新生『アポカリナノ！』が始動。
- 6月25日、自身の生誕祭にてソロ曲「おねがいメロンソーダ」を初披露。
- 8月11日、西井万理那生誕祭にてバンド『オレンジ電子レンジ』を1日限定で結成（ドラム：西井万理那、ギター：ジョニー大蔵大臣、ギター：畠山健嗣、ベース：タカ吉田、キーボード：ゑりかちゃんべいびー ボーカル：大森靖子）。

2025年
- 4月3日、主演したCOCOAのMV『サシ飲み』[24]が公開される。
- 4月4日、ふくろうエフエムのパーソナリティーとして新番組『アイドル放送局Neo』が開始[25]される。

## 人物・エピソード
- 欅坂46の平手友梨奈に憧れてアイドルとなった。AKB48の推しメンは多田愛佳。
- 音大出身でピアノが得意。キーボードを購入し[26]バンド活動をする事がある[27]。
- ファンの呼称は「ベビーシッター」。
- 犬が好きで、"いくら"という名の犬を飼っていたことがある。
- コロナ禍で仕事が激減した際、二郎系のラーメン屋でアルバイトをしていた。
- スープカレー好きが高じて、行きつけのスープカレー屋でイベントを開催したことがある。

## 作品

### CD

#### シングル
| タイトル                         | 発売日        | 収録曲 | 備考 | 品番      |
| -------------------------------- | ------------- | --- | --- | --------- |
| 少年はジャンプするのだ / drEamer | 2018年5月27日 | 1. 少年はジャンプするのだ 2. drEamer 3. 少年はジャンプするのだ（Instrumental） 4. drEamer（Instrumental） | APOKALIPPPS名義でのシングル。2曲目がゑりかちゃんべいびー名義のソロ楽曲。作曲と共作詞を行っている。 「drEamer」 作詞：mee-2,ゑりか 作曲：ゑりか 編曲：日田茂 | LOCA-1024 |

#### 通販限定CD
| タイトル             | 発売日        | 収録曲                  | 備考 |
| -------------------- | ------------- | ----------------------- | --- |
| おねがいメロンソーダ | 2023年6月16日 | 1. おねがいメロンソーダ | 作詞・作曲は、tecconでバンド出演した際に共演したaoihrのアベシュンスケ氏。 「おねがいメロンソーダ」 作詞・作曲：アベシュンスケ ラップパート歌詞：ゑりかちゃんべいびー |

## 出演

### テレビ番組
- 「真夜中のおバカ騒ぎ!」（千葉テレビ放送・東京メトロポリタンテレビジョン、2019年5月）[29]

- 「ボーッとしてるとお金は消える！？いまを楽しむ“投資”をはじめよう」（2022年3月21日、BSテレ東）[30] VTR出演・挿入歌作曲・歌唱。平野友里が劇中歌の振付を行った。VTRには ゆらぴこも映っている。元EXILEの松本利夫が番組内で「ゑりかちゃんべいびー」の名前を呼ぶシーンが存在する。